# Een generatie
Een generatie (Pools: Pokolenie) is een Poolse oorlogsfilm uit 1955 onder regie van Andrzej Wajda.

## Verhaal
Door de gruwelen van de Tweede Wereldoorlog ziet een hele generatie jonge Poolse verzetshelden haar onschuld verdwijnen.

## Rolverdeling
| Acteur               | Personage   |
| -------------------- | ----------- |
| Tadeusz Lomnicki     | Stach       |
| Urszula Modrzynska   | Dorota      |
| Tadeusz Janczar      | Jasio Krone |
| Janusz Paluszkiewicz | Sekula      |
| Ryszard Kotas        | Jacek       |
| Roman Polanski       | Mundek      |
| Ludwik Benoit        | Grzesio     |
| Zofia Czerwinska     | Lola        |
| Zbigniew Cybulski    | Kostek      |